# Центр инновационного развития СТМ
Центр инновационного развития СТМ — инжиниринговая компания, входящая в машиностроительный холдинг ОАО «Синара-Транспортные Машины». Специализируется на разработке инновационной железнодорожной техники, главным образом тепловозов и электровозов для ОАО «РЖД» и промышленных предприятий. Создан в декабре 2010 года ЗАО «Группа Синара» и компанией «Синара — Транспортные машины». ЦИР «СТМ» имеет свидетельство участника проекта кластера «Энергоэффективность и энергосбережение» инновационного фонда «Сколково».

## Инновационные локомотивы
В 2011—2013 Центр разработал инновационные локомотивы:
- Маневровый тепловоз ТЭМ9Н SinaraHybrid с гибридной силовой установкой
- Маневрово-вывозной односекционный двухдизельный тепловоз ТЭМ14
- Магистральный односекционный тепловоз ТЭ8
- Магистральный двухсекционный тепловоз ТГ16М
- Бустерная энергетическая установка ЭУ-500
- Маневровый тепловоз ТЭМ9ТА с тяговым агрегатом.

### Гибридный тепловоз
ТЭМ 9Н SinaraHybrid — первый российский тепловоз с интеллектуальным асинхронным гибридным приводом, управляется одним машинистом. Гибридный тепловоз позволяет экономить до 70 % топлива в сравнении с четырёхосными тепловозами предыдущего поколения. Изготовлен на Людиновском тепловозостроительном заводе (также входит в дивизиональный холдинг ОАО «Синара — Транспортные Машины») при финансовой поддержке инновационного фонда «Сколково» и ОАО «Российские железные дороги». По экспертным оценкам, применение гибридного тепловоза помимо экономии энергоресурсов, что достигается внедрением перспективной системы рекуперации энергии и привода, позволяет также снизить объём вредных выбросов в атмосферу на 55 %.
Главным научно-техническим партнёром и заказчиком гибридного локомотива выступило ОАО «РЖД». Разработкой кабины и её эргономикой занималось НПО «Автоматика» (Екатеринбург). Преобразователь энергии для асинхронного привода разработало НПО «Приводная техника» (Челябинск). Тяговый двигатель и генератор поставил завод «Электротяжмаш» (Харьков). Рыночная стоимость локомотива SinaraHybrid оценивается в 70 млн рублей. Презентация гибридного тепловоза прошла 27 апреля 2012 года на Рижском вокзале в Москве.

### Двухдизельный тепловоз ТЭМ14
Двухдизельный маневрово-вывозной односекционный тепловоз ТЭМ14 предназначен для маневровой, маневрово-вывозной, горочной работы на станциях и лёгкой магистральной работы. Позволяет экономить потребление дизельного топлива на 20 % в сравнении с тепловозом предыдущего поколения ТЭМ7А.
В марте 2013 года ОАО «РЖД» приобрело два тепловоза ТЭМ14. Согласно контракту, холдинг «СТМ» до 2014 года поставит РЖД 54 таких локомотива.

### Магистральный односекционный тепловоз ТЭ8
Восьмиосный магистральный локомотив с дизельным силовым агрегатом General Electric создан на базе экипажной части восьмиосного тепловоза. Предназначен для горнодобывающей, нефтегазовой, химической отраслей, использующих мощную вывозную технику при освоении крупных сырьевых месторождений. Тепловоз оборудован современными системами управления и безопасности, системой радиоуправления, реостатным тормозом.

### Двухсекционный магистральный тепловоз ТГ16М
Новая модель тепловоза, предназначенная для обновления локомотивного парка железных дорог на острове Сахалин. Создана совместно с немецкой компанией Voith Turbo..

## Управление и персонал

Основатель и гендиректор ЦИР СТМ Антон Зубихин на форуме НП «ОПЖТ» в Москве 27 февраля 2013

По состоянию на февраль 2013 года в компании работает 86 инженеров и конструкторов. Основатель, генеральный директор ЦИР «СТМ» в 2010—2014 годах, вице-президент некоммерческого партнёрства «Объединение производителей железнодорожной техники» (ОПЖТ) — Антон Владимирович Зубихин (род. 26 июля 1980, Астрахань). Центр имеет офисы в Москве, Екатеринбурге и Людиново.